# 1903 en Belgique
Chronologie de la Belgique
- 1899
- 1900
- 1901
- 1902
- 1903
- 1904
- 1905
- 1906
- 1907

Cette page recense des événements qui se sont produits durant l'année 1903 en Belgique.

## Culture

### Arts
- 5 septembre - 2 novembre : ouverture du Salon de Bruxelles de 1903[1].

### Architecture

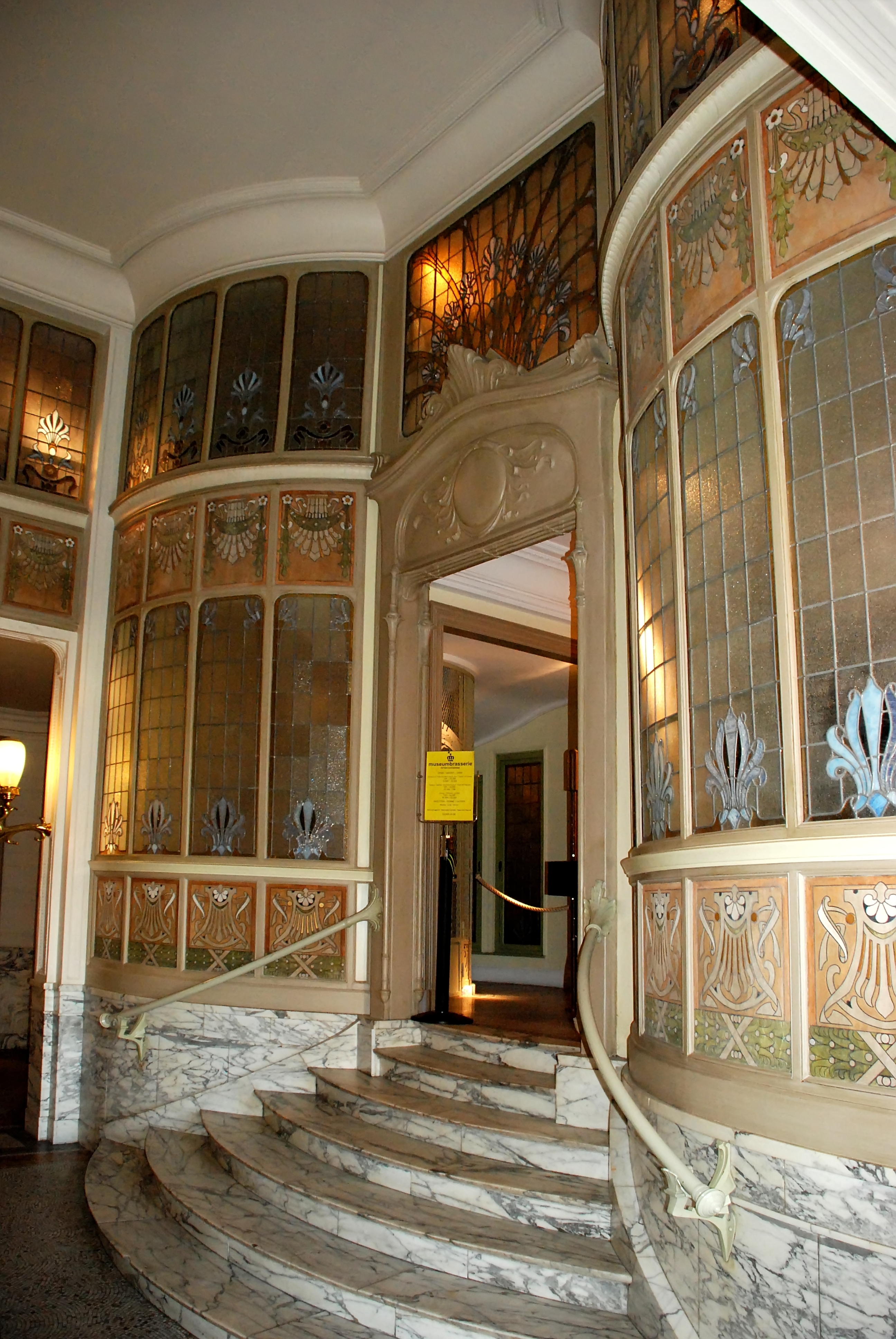
Intérieur Art nouveau de l'Hôtel Gresham (Léon Govaerts)
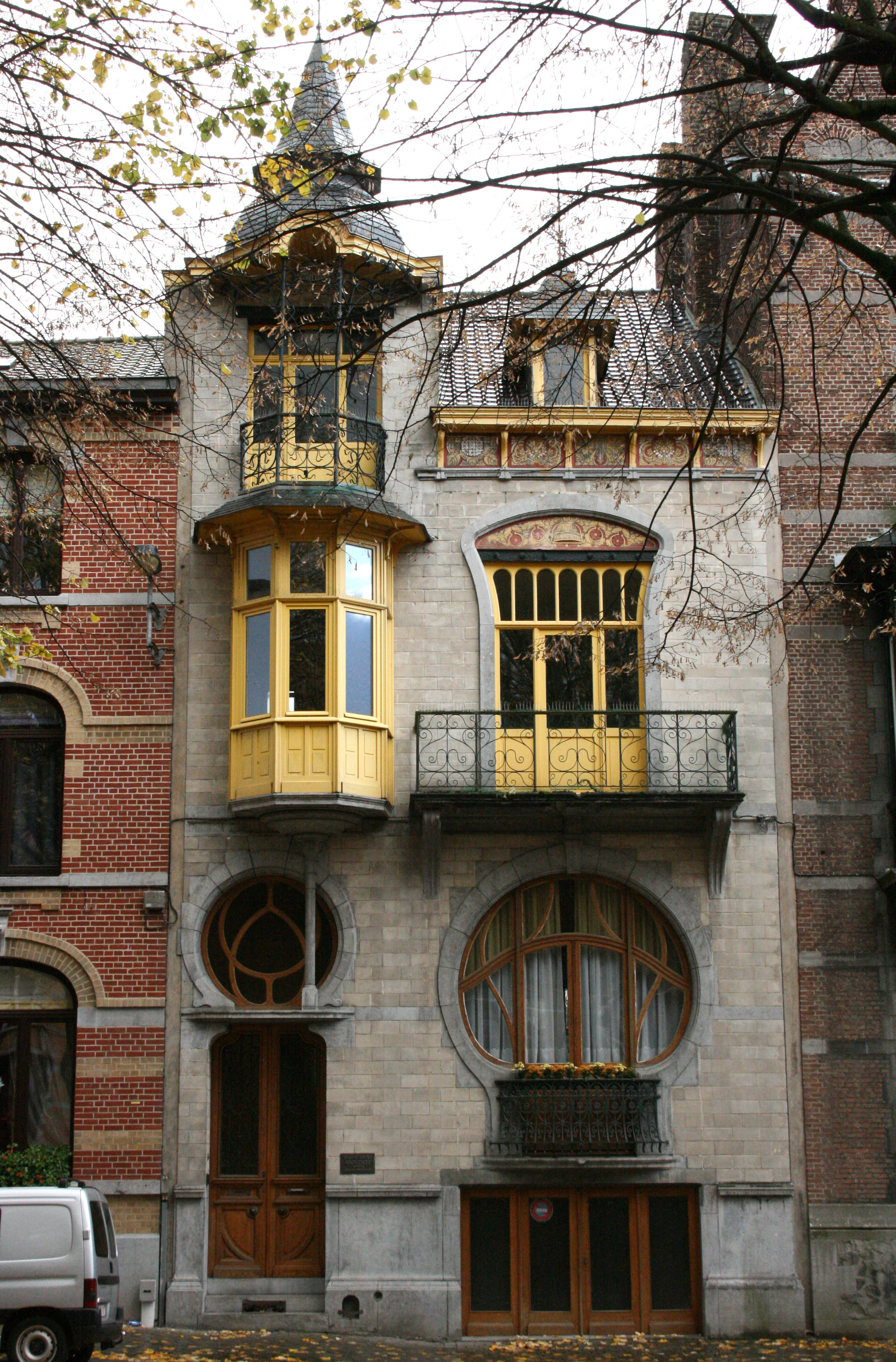
Maison Art nouveau à Tournai

### Peinture

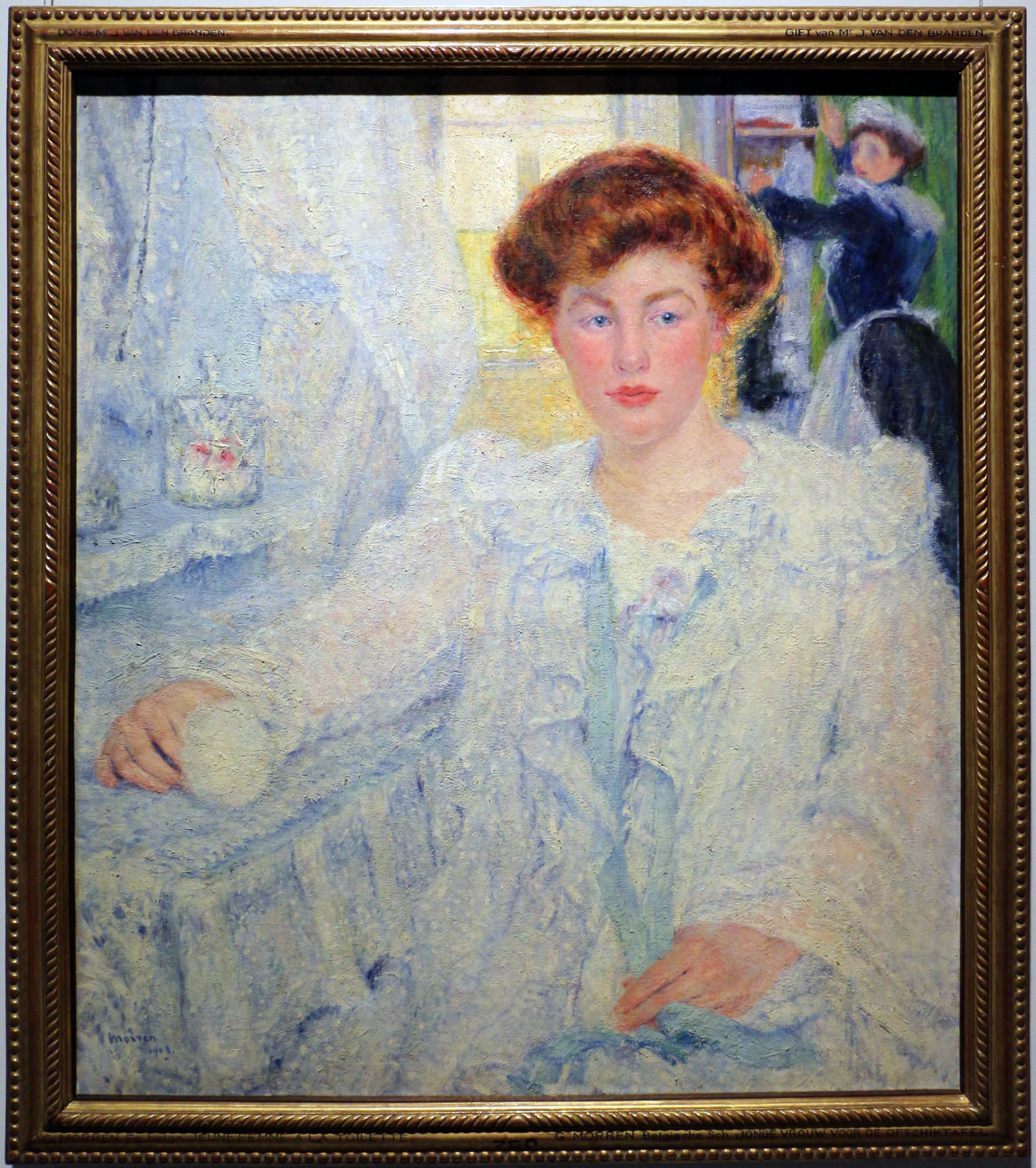
Jeune fille à la toilette (George Morren)

### Sculpture
Le prix de Rome belge est décerné à Fernand Gysen pour Caïn errant après la mort d'Abel.